# Roberto González Tamayo
Roberto González Tamayo (1945 - 23 de enero de 2014) fue un ingeniero, botánico y profesor del Instituto de Botánica de la Universidad de Guadalajara en México.

## Biografía
Desde la fundación del Instituto de Botánica de la Universidad de Guadalajara en México, en 1960, por parte de la profesora Luz María Villarreal de Puga, el maestro Roberto González Tamayo contribuyó significativamente al enriquecimiento de este herbario así como de los pertenecientes a otras instituciones a través de una gran cantidad de especímenes por él recolectados.
El 19 de noviembre de 2004 fue nombrado Maestro Emérito por la Universidad de Guadalajara y por el Centro Universitario de Ciencias Biológicas y Agropecuarias, por sus invaluables aportaciones al conocimiento de las orquídeas mexicanas y su destacada labor docente en esta casa de estudios.
A él se deben numerosos aportes en reclasificaciones de especies de orquídeas mexicanas, en colaboración con otros autores, y la descripción de un nuevo género, Hagsatera, de la familia Orchidaceae en 1974, con dos especies de orquídeas, una de ellas H. brachycolumna anteriormente clasificada en el género Encyclia.

## Obra
- Apercu sur les Orchidées mexicaines (L´Orchidophile) 3.ª y 4.ª partes. Tamayo.R. y A.Jouy. 1995

- Malaxis casillasii (Orchidaceae). González Tamayo. 1996

- Le Gongorinae 7 Stanhopea Parte 16 Caesiana. Rudolf.J. y R.González. 1997

- A new species of Brachystele (Orchidaceae) from Western México. Szlachetko.D. y R.González. 1998

- Luz Maria Villarreal de Puga, una maestra con vocación de naturalista. Zamudio. R.S., A.P. Miranda. N., R. González T., y Lisbeth Hernández. H. 1998

### Otras obras con referencia bibliográfica
- González-Tamayo, R. 1976. Preliminary list of orchids from Jalisco. Orquídea(México). México. 5(11): 350.

- González T, R. 1978. Habenaria rzedowskiana, an old undescribed species Orquídea(México). México. 7(2): 138-141.

- González T, R. 1992. Dos especies nuevas del género Habenaria (Orchidaceae). Boletín del Instituto de Botánica de la Universidad de Guadalajara. México. 1(4): 321-332.

- González T, R. 1993. Algunas consideraciones sobre el género Habenaria (Orchidaceae) en México. Boletín del Instituto de Botánica de la Universidad de Guadalajara. México. 1(4): 321-332.

- González T, R. 1994. Malaxis rodriguezana (Orchidaceae), una nueva especie del occidente de México. Boletín del Instituto de Botánica de la Universidad de Guadalajara . México. 2(3-4): 97-102.

- González T, R. 1998. Dos especies nuevas de Habenaria (Orchidaceae), del occidente de México. Boletín del Instituto de Botánica de la Universidad de Guadalajara. México. 6(2-3): 203-212.

- González T, R. 2003. Malaxis (Orchidaceae), breve discusión de los rasgos especìficos y dos taxones nuevos mexicanos. Boletín del Instituto de Botánica de la Universidad de Guadalajara. 10(1-2):67-75.

- González T, R. y X. Cuevas-Figueroa. 2006. Apuntes para el estudio de las habenarias mexicanas de flores blancas (Orchidaceae). Boletín del Instituto de Botánica de la Universidad de Guadalajara. 12(2):3-44.

- González T, R., y X. Cuevas-Figueroa. 2007. Algunas habenarias del occidente de México, confundidas con Habenaria filifera S. Watson (Orchidaceae). Boletín del Instituto de Botánica de la Universidad de Guadalajara. 14(1-2):23-49.

- González T., R., L. Hernández H. y Ma. E. Ramírez M. 2008.Algunas novedades del género Malaxis (Orchidaceae) en el occidente de México. Boletín del Instituto de Botánica de la Universidad de Guadalajara. 15(1-2):35-64.

- González T., J. R. y L. Hernández H. 2010. Las orquídeas del occidente de México. COECYTJAL. México Vol 1. 301.

- La abreviatura «R.González» se emplea para indicar a Roberto González Tamayo como autoridad en la descripción y clasificación científica de los vegetales.[2]